# Torpeda Mark 35
Mark 35 (Mk.35) – amerykańska podstawowa torpeda ofensywna okrętów podwodnych w latach 50. XX wieku, przeznaczona do zwalczania jednostek podwodnych przeciwnika w pobliżu ich baz. Mk.35 uzupełniane miały być w arsenale floty podwodnej marynarki amerykańskiej defensywne torpedy Mk.37, przeznaczone do obrony okrętów podwodnych przez atakiem małych jednostek ZOP. Mk.35 o zasięgu 20.000 jardów (18.288 metrów), samonaprowadzały się na cel w ostatniej fazie ataku za pomocą pasywnego układu sonarowego przeciwko wrogim okrętom w odległości do 1000 jardów (914,4 m) oraz układem aktywnym przeciwko jednostkom w odległości do 1500 jardów (1371,6 m). Torpeda ta zdolna była do krążenia w poszukiwaniu celu.
Produkcja pierwszych dwóch prototypów Mk.35 ukończona została w 1947 roku, do roku 1950 wyprodukowano ogółem sześć torped tego typu. W latach 1949–1952 wyprodukowano ogółem około 400 jednostek tej torpedy, która pozostawała w służbie operacyjnej co najmniej do 1960 roku.
Mark 35 - znana jako „torpeda uniwersalna” – mogła być odpalana zarówno z okrętów podwodnych, jak i nawodnych. Czyniło ją to pierwszą torpedą przeciwpodwodną odpalaną z powierzchni morza. Początkowo torpeda miała zapewniać także możliwość odpalania z pokładów samolotów ZOP, jednakże wymaganie to porzucono. Mk.35 była boczną gałęzią rozwojową znanej torpedy lotniczej Mk.24 (Fido), miała jednak większe rozmiary (408,94 cm) i możliwości: napęd za pomocą śrub przeciwbieżnych, synchroniczne ustawienia głębokości i azymutu (str.151-152), oraz dla większej pewności uproszczoną elektronikę. 15000 jardów (13716 m) zasięgu przy prędkości 27 węzłów, przenosiła głowicę z 270 funtami (122,5 kg) HBX. Była pierwszą torpeda floty z bateriami na słoną wodę.
US Navy w latach 1949–1960 miała na wyposażeniu 400 torped Mk.35